# Álvar Carrillo Gil
Álvar Carrillo Gil (Opichén, Yucatán, 1898 - Ciudad de México en 1974) fue un médico pediatra mexicano. Además de una brillante carrera como doctor en medicina especializado en pediatría, se hizo merecedor de reconocimiento público ya que en virtud de su afición y relaciones personales, logró una extraordinaraia colección de pinturas que al final de sus días fue reunida en un museo de arte contemporáneo que lleva su nombre en la Ciudad de México.
Estudió medicina en la Universidad de Yucatán, especializándose en pediatría en La Sorbona. Ejerció su profesión, primero en su estado natal y después en la Ciudad de México logrando una considerable fama como galeno.
En 1942 inició su amistad con José Clemente Orozco y posteriormente con Diego Rivera y David Alfaro Siqueiros. La colección del Dr. Álvar Carrillo Gil comenzó con la adquisición del dibujo "La Chole" de José Clemente Orozco, posteriormente se volvió el principal coleccionista de José Clemente Orozco, y así mismo comenzó a adquirir obras de los pintores mexicanos más importantes de la primera mitad del siglo XX.
A lo largo de los años que siguieron, fue obteniendo una buena cantidad de obras, al punto de que a finales de la década de los años cuarenta (siglo XX), todas las exhibiciones oficiales que organizó el Instituto Nacional de Bellas Artes tuvieron como base los cuadros de la Colección Carrillo Gil. Estos hicieron ganar a México, en 1949, el Premio Internacional en la XXV Bienal de Venecia.
En 1969, Carrillo Gil encargó a Fernando Gamboa el proyecto para la creación de un museo a fin de albergar toda su colección. Asimismo encargó al renombrado arquitecto mexicano, Augusto H. Álvarez, el proyecto arquitectónico.
En agosto de 1974, su esposa, Carmen Tejero de Carrillo Gil, inauguró el museo en compañía de Fernando Gamboa.

## Libros escritos sobre medicina
- La tuberculosis de los niños de Yucatán y so profilaxis, UNAM, México, 1924.
- Revista médica. Lo que interesa al pediatra, México, 1942.
- Dos enfermedades de la plegara en México y América, México, 1954.
- La desnutrición y el hambre en Yucatán, México, 1963.
- Antología del doctor Álvar Carrillo Gil, Pedro Magaña Erosa, México, 1963.